# Eksplintbagge
Eksplintbagge (Lyctus linearis) är en skalbagge i familjen kapuschongbaggar. Den lever främst i döda, uttorkade ekgrenar och stammar. Återfinns ibland som skadedjur även i yxskaft av ek samt i ekparkett. Förekommer i södra Sverige, upp till och med området kring Mälaren.
Hos eksplintbaggen är huvudet tydlig skilda från kroppen. Arten är långsträckt och rödbrun med en längd av 2,5 till 5 mm. Antennarna är vid slutet tjockare.
Arten förekom ursprungligen i Centraleuropa men den introducerades oavsiktlig i Nordamerika. De vuxna exemplaren flyger mellan april och augusti. Honan lägger sina ägg i träsprickor. Larverna äter träet och skapar gångar. Vid hålen syns ofta ett ljust mjölliknande ämne. Födan utgörs uteslutande av stärkelse. Efter ett år bildas den full utvecklade skalbaggen. Hålen i träet har en diameter av 1 till 2 mm.
Larverna bekämpas med kemiska vätskor, med höga temperaturer och med gas.